# Schiffnerula actinodaphnes
Schiffnerula actinodaphnes är en svampart som beskrevs av Hosag., Archana, Harish, Riju & D.K. Agarwal 2008. Schiffnerula actinodaphnes ingår i släktet Schiffnerula och familjen Englerulaceae.   Inga underarter finns listade i Catalogue of Life.